# Gabriel Blanco del Castillo
Gabriel Blanco del Castillo, va ser un arquitecte, cineasta i escriptor cinemamatogràfic espanyol nascut a Cadis el 5 de desembre de 1936 i mort a Madrid el 27 de febrer de 1991.

## Obra cinematogràfica: curtmetratges
- La edad de piedra (1965)
- Cualquier mañana (1968)
- Algo de amor (1970)
- De purificatione automobilis (1974)
- Vía libre al tráfico (1975)
- La edad del silencio (1978), sobre dibuixos d'Ops, Conquilla d'Or al millor curtmetratge del Festival Internacional de Cinema de Sant Sebastià 1978.[2]
- Felicidad (1980)